# 矮生二裂委陵菜
矮生二裂委陵菜（学名：Potentilla bifurca var. humilior）为蔷薇科委陵菜属下的一个变种。

## 扩展阅读
- 維基物種上的相關：矮生二裂委陵菜